# Бондаренко Леонід Іванович (художник)
Леонід Іванович Бондаре́нко (нар. 24 березня 1929, Вознесенське — пом. 30 грудня 2015) — український художник; член Спілки радянських художників України з 1971 року. Почесний громадянин Маріуполя з 27 жовтня 2009 року.

## Біографія
Народився 24 березня 1929 року в селі Вознесенському Федорівського району Північнокавказького краю СРСР (нині Ростовська область, Росія). Згодом його сім'я переїхала до Маріуполя. У період німецько-радянської війни в окупованому Маріуполі був зв'язковим Маріупольської партизанської групи, його заарештували, але він втік. При вимушеній зміні документів 1929 рік народження було замінено на 1932 рік, який в подальшому значився у всіх офіційних джерелах.
З 1944 року працював в артілі «Червоний живопис» та навчався у вечірній школі № 44, отримав середню освіту. Упродовж 1952—1956 років служив в Радянській армії. З 1956 року працював художником у Маріупольських майстернях Донецького художньо-виробничого комбінату Художнього фонду України, а у 1963 році, на громадських засадах, призначений головним художником Орджонікідзевського району Маріуполя.
Своїми вителями з професії вважав Віктора Арнаутова, Миколу Бендрика і Олександра Кечеджі.
Жив у Маріуполі, в будинку на вулиці 9-ї авіадивізії, № 4, квартира 24 та у будинку на вулиці Чорноморській № 33, квартира 20. Помер 30 грудня 2015 року.

## Творчість
Працював у галузі станкового живопису (писав портрети, пейзажі, натюрморти) та у галузі графіки й плаката. Серед робіт:
- «У парку» (1958);
- «Чайка над „Азовсталлю“» (1959);
- "Завод «Коксохім» (1960);
- «На гойдалках» (1960);
- «На землі Донеччини» (1976);
- «Стіг» (1979);
- «Маріупольська гавань у 20-і роки» (1979—1980);
- «Повстання на заводі „Провідане“» (1980);
- «Садиба діда Оліяна» (1980);
- «Якби каміння могло говорити» (1982);
- «Дівчина у червоному» (1982);
- «Заповідник Кам'яних могил» (1989);
- «А діти не їдуть» (1989);
- «Матуся» (1990);
- «Портрет діда Рудаса» (1990);
- «Сонячний день» (2000);
- «А маки цвітуть» (2002).

Брав участь у виставках з 1957 року. Персональні виставки відбулися в Маріуполі у 1964, 1967, 1982 роках, Донецьку у 1983 році.
Окремі роботи художника зберігаються в Донецькому Горлівському, Дніпровському художніх музеях, Маріупольському краєзнавчому музеї, а також музейних та приватних колекціях Німеччини, Франції, Італії, Ізраїлю, Туреччини, Саудівської Аравії, США.